# Physalaemus angrensis
Physalaemus angrensis es una especie de anfibio anuro de la familia Leptodactylidae.

## Distribución geográfica
Esta especie es endémica del estado de Río de Janeiro en Brasil. Habita a nivel del mar en la orilla derecha de Río Florestão en el municipio de Angra dos Reis.

## Descripción
El nombre de su especie, compuesto por angr[a] y el sufijo latín -ensis, significa "que vive, que habita", y le fue dado en referencia al lugar de su descubrimiento, el municipio de Angra dos Reis.

## Publicación original
- Weber, Gonzaga & Carvalho e Silva, 2006 "2005" : A new species of Physalaemus Fitzinger, 1826 from the lowland Atlantic Forest of Rio de Janeiro State, Brazil (Amphibia, Anura, Leptodactylidae). Arquivos do Museu Nacional, Rio de Janeiro, vol. 63, n.º 4, p. 677-684[6]